# Shuta Sonoda
Shuta Sonoda (其田 秀太 Sonoda Shuta?,  nacido el 6 de febrero de 1969 en Nagasaki) es un exfutbolista japonés. Jugaba de centrocampista y su último club fue el Sagawa Express Tokyo de Japón.

## Trayectoria

### Clubes
| Club                 | País  | Año         |
| -------------------- | ----- | ----------- |
| Yokohama Flügels     | Japón | 1988 - 1993 |
| Avispa Fukuoka       | Japón | 1994 - 1996 |
| Sagawa Express Tokyo | Japón | 1997 - 1999 |

## Palmarés

### Títulos nacionales
| Título             | Club             | País  | Año  |
| ------------------ | ---------------- | ----- | ---- |
| Copa del Emperador | Yokohama Flügels | Japón | 1993 |